# HD107716
HD107716 — хімічно пекулярна зоря спектрального класу A1, що має видиму зоряну величину в смузі V приблизно  7,6.
Вона  розташована на відстані близько 412,3 світлових років від Сонця.